# Spilotes pullatus
Espèce
Synonymes
- Coluber pullatus Linnaeus, 1758
- Cerastes coronatus Laurenti, 1768
- Cerastes mexicanus Laurenti, 1768
- Spilotes pullatus mexicanus (Laurenti, 1768)
- Coluber variabilis Merrem, 1790
- Coluber plutonius Daudin, 1803
- Coluber caninana Merrem, 1820
- Coluber variabilis kuhlii Wied, 1825
- Spilotes variabilis (Merrem, 1790)
- Spilotes pullatus auribundus Cope, 1861
- Herpetodryas incertus Jan, 1863
- Spilotes megalolepis Günther, 1865
- Spilotes pullatus anomalepis Bocourt, 1888
- Spilotes salvini Günther, 1894
- Spilotes microlepis Werner, 1903
- Spilotes pullatus var. ater Sternfeld, 1920
- Spilotes pullatus argusiformis Amaral, 1929
- Spilotes pullatus maculatus Amaral, 1929

Spilotes pullatus est une espèce de serpents de la famille des Colubridae.

## Répartition
Cette espèce se rencontre :
- dans une grande partie de l'Amérique du Sud, hormis dans les régions non tropicales ;
- en Amérique centrale ;
- à Trinité-et-Tobago.

## Description

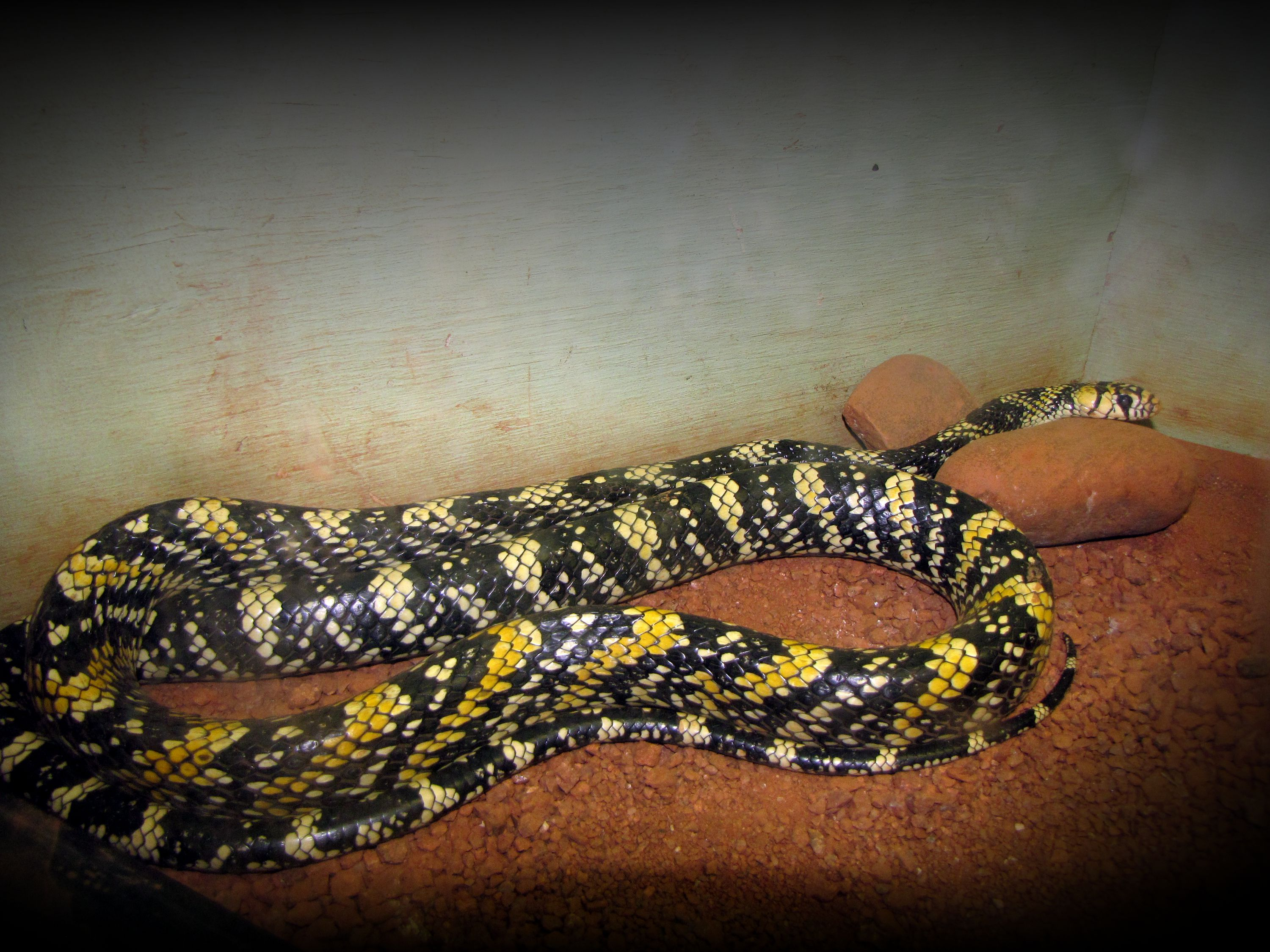
Spilotes pullatus

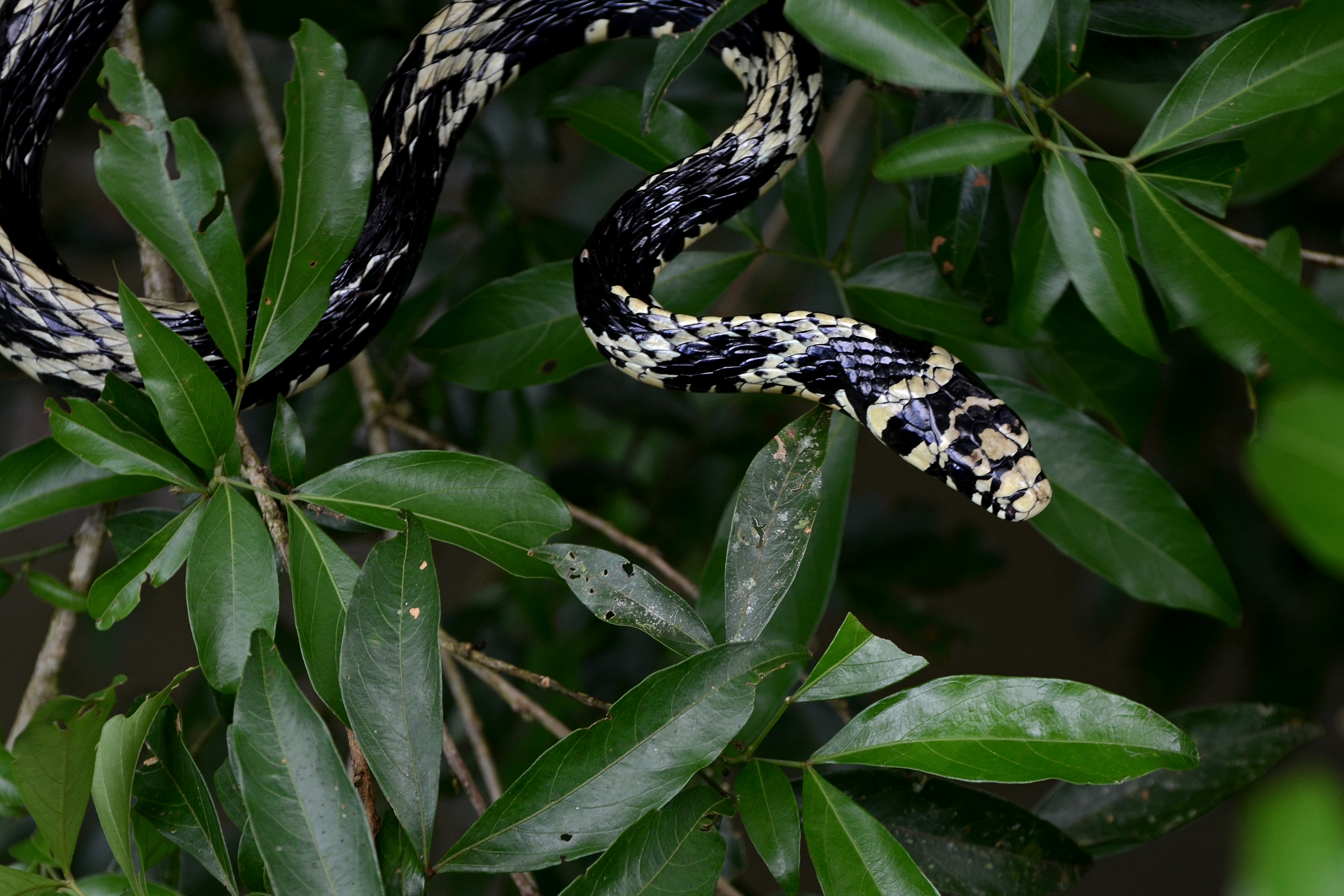

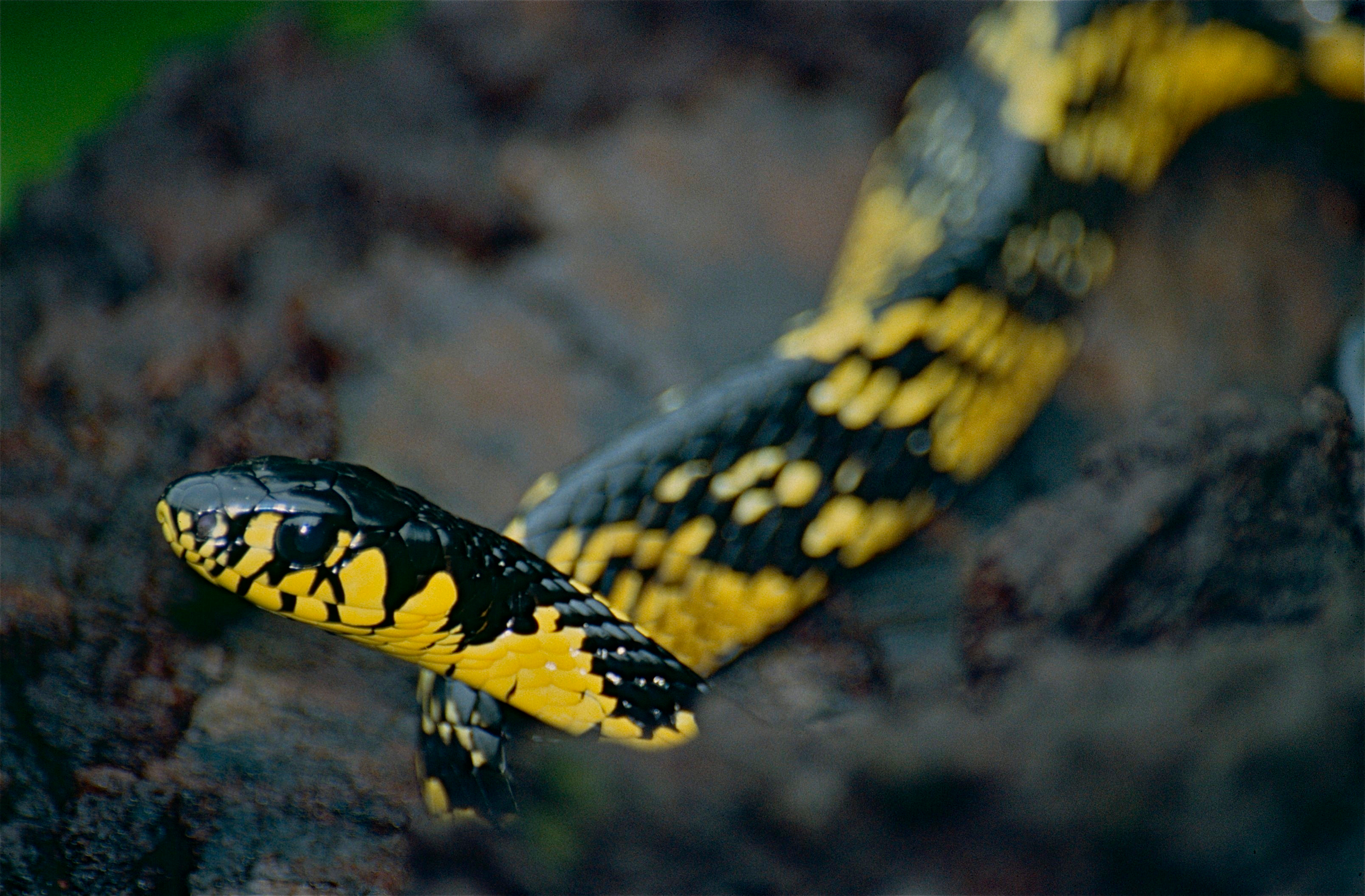
Détail de la tête (Guyane, France)

Ce serpent est noir et jaune. Il peut atteindre une longueur maximum de 2,7 m.

## Publication originale
- Linnaeus, 1758 : Systema naturae per regna tria naturae, secundum classes, ordines, genera, species, cum characteribus, differentiis, synonymis, locis, ed. 10 (texte intégral).